# Эль-Хадита
Эль-Хади́та (Хади́та, араб. حديثة‎) — город в Ираке. Расположен в провинции Анбар на реке Евфрат, примерно в 240 км северо-западнее Багдада.
Население — около 100 тыс. человек, преимущественно мусульмане-сунниты.
Возле города находится вторая по мощности в Ираке гидроэлектростанция Эль-Хадита (660 МВт), при создании которой образовалось искусственное водохранилище Кадисия.

## История
В 1058—1141 годах в Эль-Хадите вместе с соседней Аной правили эмиры из Бану-Шуайб, побочной ветви династии Укайлидов. Во время восстания аль-Бусасири, захватившего в 1059 году Багдад, халиф Абдуллах ибн Ахмад аль-Каим и визирь Али ибн Хасан аль-Маслама бежали к Курейшу ибн Бедрану, укайлидскому эмиру Мосула, который дал им убежище и поселил в Эль-Хадите. Правда, вскоре Курейш был вынужден выдать аль-Бусасири визиря, которого тот казнил. Когда сельджукский султан Тогрул-бек выступил походом на Багдад, Курейш перешёл на его сторону, покинув аль-Бусасири. Эмир Мухариш ибн Муджалла, правивший тогда в Ане и Эль-Хадите, по просьбе сельджуков освободил халифа, который вновь переехал в Багдад.
В ходе Иракской войны в 2004-2006 годах в районе Эль-Хадиты велись активные боевые действия между иракскими повстанцами и морской пехотой США. В ноябре 2005 года здесь произошло известное массовое убийство морскими пехотинцами мирных жителей (погибло 24 человека).